# Бенджамін Гарді
Бенджамін Гарді  (англ. Benjamin Hardy)  – американський письменник, колумніст, багатодітний батько, доктор філософії в галузі промислової та організаційної психології Університету Клемсона. Народився в Орландо (США).

## Біографія
У 2013 році Гарді отримав ступінь бакалавра психологічних наук в Університеті Брігама Янга.
У 2018 році закінчив Університет Клемсона зі ступенем доктора філософії (Ph.D.) з організаційної та промислової психології.
З травня 2012 року до травня 2013 року працював викладачем у Центрі навчання місіонерів (Missionary Training Center [Архівовано 3 квітня 2019 у Wayback Machine.]).
З серпня 2014 року був на посаді кандидата наук у Товаристві Індустрії та Організаційної Психології (Society for Industria and Organizational Psychology [Архівовано 17 травня 2022 у Wayback Machine.]).
Бен розвиває свій бізнес, AMP (Accelerated Momentum Program), який представляє собою 12-місячну програму дизайну життя з тисячами студентів. AMP швидко набирає обертів і вже є однією з кращих програм по мотивації і постановці цілей у світі.
Згідно з виданням Forbes, містер Гарді заробляє 90 тисяч доларів за 7 днів своєї кар'єри.

### Сім'я
Бенджамін Гарді і його дружина Лорен – батьки п'ятьох дітей. У лютому 2018 року, після декількох років боротьби з прийомною сім'єю, вони дивовижним чином усиновили своїх трьох старших дітей. Незабаром Лорен завагітніла і народила у грудні 2018 року дівчаток-близнят. Гарді з сім’єю проживає в Орландо, штат Флорида. Як зазначає Бенджамін у себе на офіційній сторінці, вони обожнюють проводити час разом, подорожуючи і відвідуючи Діснейленд.

### Творчі здобутки
Містер Гарді є дописувачем таких ділових видань, як Forbes, Fortune, Fast Company, Business Insider та ін.
У 2016 році він був найкращим автором на Medium.com. [Архівовано 25 жовтня 2014 у Wayback Machine.] З середини 2015 року до початку 2019 року Бенджамін розширив свій список адрес електронної пошти майже до 400 000 чоловік і вже писав статті на Medium.com без використання платної реклами.
Є автором бестселера «Willpower Does not Work [Архівовано 8 квітня 2019 у Wayback Machine.]» (2018) (укр. «Не примушуй себе. Альтернатива силі волі»). В Україні дане видання було опубліковане та перекладене у 2019 році видавництвом «Наш Формат».
Наразі Гарді пише свою останню книгу «Personality Is not Permanent» (Portfolio / Penguin Random House), яку буде оприлюднено у березні 2020 року.

## Переклад українською
- Бенджамін Гарді. Не примушуй себе. Альтернатива силі волі / пер. Наталія Валевська. — К.: Наш Формат, 2019. — ISBN 978-617-7682-44-7.